# Borjiguim

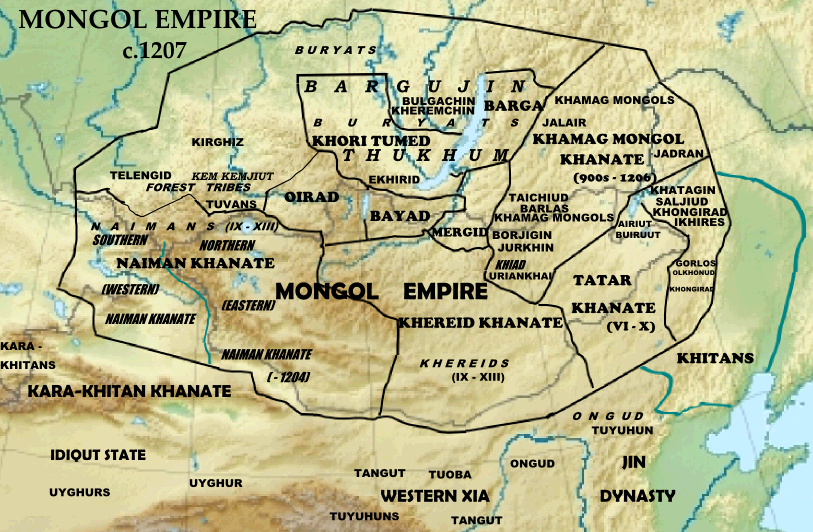
Império Mongol c. 1207

Borjiguim  é um membro do subclã mongol que começou com Bodonchar Muncague  do clã quiate. Dizia-se assim que os descendentes de Iesucai eram Quiate-Borjiguim. Os Borjiguins foram o clã imperial de Gengis Khan e seus sucessores. Os Borjiguins sempre foram príncipes ou altos governantes de Mongólia e Mongólia Interior até ao século XX. O clã formou a classe dominante entre os mongóis e alguns outros povos da Ásia Central e Europa Oriental . Hoje, os Borjiguins são encontrados na maior parte da Mongólia, Mongólia Interior e Sinquião.